# Roy Gibson
Pour les articles homonymes, voir Gibson.
Roy Gibson (né à Manchester le 4 juillet 1924) a été directeur général du Conseil européen de recherches spatiales (ESRO) avant de devenir le premier directeur général de l'Agence spatiale européenne de 1975 à 1980.

## Biographie

### Débuts professionnels
Issu d'un milieu modeste, à l'âge de 18 ans, Roy Gibson s'engage en tant que volontaire dans l'armée anglaise durant la Seconde Guerre mondiale où il est formé comme officier des télécommunications puis tient ce poste sur le front asiatique notamment en Inde et à Ceylan. À l'issue de la guerre il suit une formation de cadre de l'administration coloniale anglaise. Il occupe une fonction d'administrateur de 1948 à 1958 dans la fédération de Malaisie. Pour ses besoins professionnels il apprend à maitriser 10 langues. Il retourne au Royaume-Uni où il représente l'Autorité britannique de l'énergie atomique dans des instances de normalisation internationale jusqu'en 1967.

### Carrière dans les organisations spatiales
Roy Gibson est recruté pour occuper le poste de responsable adjoint du centre technique du Conseil européen de recherches spatiales (ESRO) jusqu'en 1971 puis devient le directeur général de cette organisation européenne dont le siège se trouve à Paris. Lorsque l'Agence spatiale européenne (ESA) est créée pour remplacer l'ESRO, il en devient le directeur de 1975 à 1980. À ce poste il joue un rôle de premier plan dans les négociations  qui aboutissent à la mise en place d'un programme spatial européen accepté par tous les états membres. Après son départ de l'ESA, il devient consultant dans le domaine spatial et travaille notamment pour la Commission européenne et pour l'Agence européenne pour l'environnement. De 1985 à 1987 il est le premier directeur général de l'Agence spatiale du Royaume-Uni.